# 唐兴县 (浙江省)
唐兴县，中国古县名。
唐朝上元二年（675年）改始丰县置，治所在今浙江省天台县。属台州、临海郡。五代后梁开平中，吴越国改为天台县。后唐同光初年，复名唐兴县。后晋天福中又改名台兴县。北宋建隆元年（960年）复名天台县。